# Ndoulo
 (août 2024).
Ndoulo (ou N'Doulo) est un village du centre-ouest du Sénégal

## Administration
Chef-lieu de l'arrondissement de Ndoulo, la localité est l'une des deux sous-préfectures du département de Diourbel dans la région de Diourbel.
C'est aussi le chef-lieu de la Communauté rurale de Ndoulo qui compte près de 11 000 habitants et comprend 52 villages, dont celui de Ndoulo proprement dit.

## Géographie
Les localités les plus proches sont KHOULE ,Goude, Merina, Ndia Sam, Diaoualdi, Doguene, Darou Diop, tairé, khoubé, et touré.

### Population
Selon une étude de 2000, le nombre d'habitants du village aurait été de 2 171 en 1998.

### Activités économiques
La population vit principalement de l'agriculture (arachide et mil), mais désormais on cultive aussi haricots et pastèques.

## Personnalités né abdou gueyees à Ndoulo
- Babacar Cissé, basketteur